# Atropanthe mairei
Atropanthe mairei là loài thực vật có hoa trong họ Cà. Loài này được (H.Lév.) H.Lév. mô tả khoa học đầu tiên năm 1915.